# Diplotaxis selanderi
Diplotaxis selanderi är en skalbaggsart som beskrevs av Patricia Vaurie 1958. Diplotaxis selanderi ingår i släktet Diplotaxis och familjen Melolonthidae. Inga underarter finns listade i Catalogue of Life.